# Die Götter müssen verrückt sein II
Die Götter müssen verrückt sein II ist die Fortsetzung des Films Die Götter müssen verrückt sein. Die Komödie wurde von der Weintraub Entertainment Group produziert und von Columbia Pictures veröffentlicht. Regie führte wie beim ersten Mal Jamie Uys. Der Film wurde 1985 produziert, jedoch erst am 27. Juli 1989 veröffentlicht. In den Vereinigten Staaten erschien er erst am 13. April 1990.

## Handlung
Der Film hat insgesamt vier Handlungsstränge, die sich am Schluss treffen:
- Xixos Kinder reisen unfreiwillig auf dem LKW zweier Wilderer mit
- Xixo sucht seine beiden Kinder
- Eine Frau und ein Mann notlanden mit einem Ultraleichtflugzeug im Busch
- Zwei Soldaten nehmen sich wechselseitig in Kriegsgefangenschaft

Als zwei Elfenbeinwilderer die Gegend durchqueren, in der Xixos Stamm lebt, klettern Xixos Kinder Xiri und Xisa, von Neugier getrieben, in den Wassertank auf dem Anhänger, worauf der LKW mit ihnen davonfährt. Xixo läuft den Spuren nach, um seine Kinder zu befreien.
Dr. Ann Taylor, eine junge New Yorker Anwältin, die sich auf einem Juristenkongress in Okakarara aufhält, notlandet mit dem Zoologen Dr. Stephen Marshall bei einem Flug im Ultraleichtflugzeug mitten in der Wüste Kalahari. Bei einem erneuten Startversuch bleibt Stephen allein in der Wüste zurück; Ann landet das Flugzeug mit dem Rettungsfallschirm.
Zusätzlich wird in der Gegend ein Krieg ausgetragen, wobei der verirrte kubanische Soldat Mateo und dessen angolanischer Gegner Timi zunächst in komischen Szenen einander mehrmals gefangen nehmen, bis sie auf Ann treffen, der es in einem Handgemenge gelingt, beide in ihre Gewalt zu bekommen. Sie stoßen auf Stephen, der von dem vorbeilaufenden Xixo vor dem Verdursten bewahrt wurde. Die Elfenbeinhändler, von deren LKW die Kinder mittlerweile entkommen konnten, treffen auf diese Gruppe und bringen sie in ihre Gewalt, da sie sie für Ranger halten. Die Gruppe kann jedoch entkommen. Nachdem Xixo das Buschfeuer gelöscht hat, das einer der Wilderer gelegt hat, um die Flucht zu vereiteln, erfährt er, wo er seine Kinder finden kann.
Am Ende reisen Ann und Stephen, mittlerweile ineinander verliebt, zurück in die Zivilisation, die Soldaten haben gelernt, dass man besser miteinander auskommt als gegeneinander, die Wilderer werden der Justiz übergeben, und Xixos Familie ist wieder vereinigt.

## Kritik
Der Film erhielt eher durchschnittliche Kritiken. Bei Rotten Tomatoes sind 54 % der Bewertungen positiv bei insgesamt 13 Kritiken. Die durchschnittliche Bewertung beträgt 5,8/10. Das Lexikon des internationalen Films bezeichnet den Film als „arglose Komödie mit einigen satirischen Spitzen gegen die Hilflosigkeit des Großstädters in der afrikanischen Wildnis“.